# Tivia distans
Tivia distans är en kackerlacksart som beskrevs av Bohn 2006. Tivia distans ingår i släktet Tivia och familjen Polyphagidae. Inga underarter finns listade i Catalogue of Life.